# Glomeris infuscata
Glomeris infuscata är en mångfotingart som beskrevs av Pocock 1894. Glomeris infuscata ingår i släktet Glomeris och familjen klotdubbelfotingar. Inga underarter finns listade i Catalogue of Life.